# Liptószentmiklósi járás

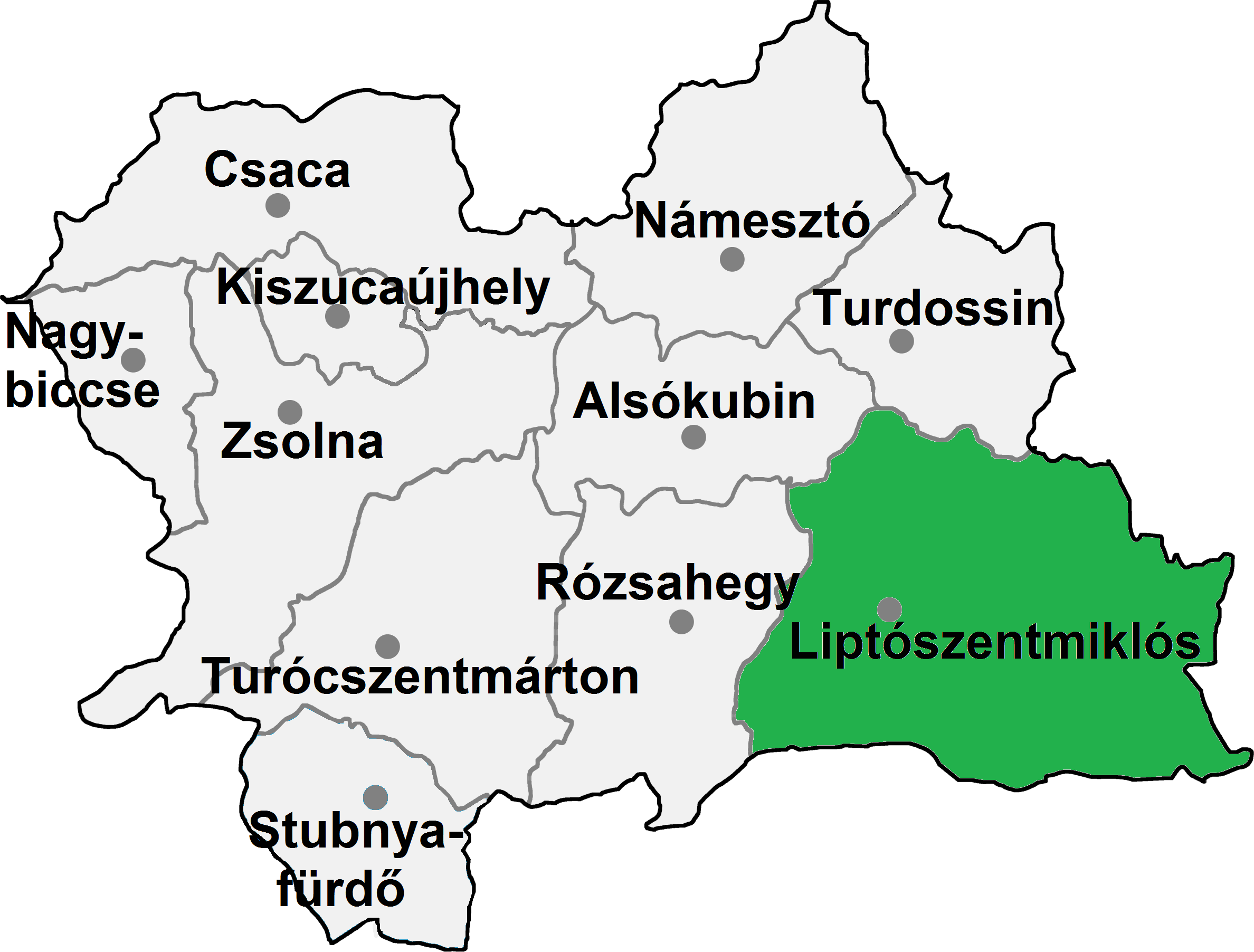
A Liptószentmiklósi járás

A Liptószentmiklósi járás (Okres Liptovský Mikuláš) Szlovákia Zsolnai kerületének közigazgatási egysége. Területe 1323 km², lakosainak száma 72 627 (2011), székhelye Liptószentmiklós (Liptovský Mikuláš). A járás területe teljes egészében az egykori Liptó vármegye területe volt.

## Története
A Liptószentmiklósi járás 1922-ig egyike volt az egykori Liptó vármegye járásainak. A járás akkori területe azonban jóval kisebb volt a mainál, mivel Jamnik, Pottornya és a tőlük keletre fekvő települések a Liptóújvári, míg nagyjából a Tarnóc–Szentkereszt vonaltól nyugatra eső községek a Németlipcsei járáshoz tartoztak. Liptó megye 1918-tól Csehszlovák uralom alatt állt, amit a trianoni békeszerződés erősített meg 1920-ban.
1923-ban a Németlipcsei járást felosztották a Liptószentmiklósi és a Rózsahegyi járás között, a mai Szlovákia területét pedig a korábbi vármegyék helyett hat nagymegyére osztották, az egykori Liptó megye területe ezek közül Tátraalja megyéhez (Podtatranská župa) került. 1928-ban a nagymegyék is megszűntek, Csehszlovákiát négy tartományra osztották, ekkor a Liptószentmiklósi járás a Csehszlovákián belüli Szlovákia része lett. Emellett 1928-ban megszűnt a Liptóújvári járás, beolvadva a Liptószentmiklósi járásba. 1939-ben, amikor Csehszlovákia megszűnt, a független Szlovákiában ismét hat megyét hoztak létre, a Liptószentmiklósi járás ezek közül Tátra megyéhez (Tatranská župa) tartozott.
A második világháború után újjáalakult Csehszlovákia közigazgatási beosztása hasonló volt az 1928–38 közöttihez, a Liptószentmiklósi járás ismét a szlovák tartományhoz tartozott. 1949-ben viszont a nagymegyékhez hasonló közigazgatási egységeket hoztak létre, de ezek neve most kerület (kraj) lett, és járásunk a Zsolnai kerülethez került. Ugyanide tartozott az 1949–60 között ismét önálló Liptóújvári járás is.
1960-ban a kerületek száma Szlovákiában hatról háromra csökkent, a Liptószentmiklósi járás pedig a Közép-Szlovákiai kerület része lett. Szintén 1960-tól jelentősen átszervezték a járásokat is, a korábbiaknál sokkal nagyobbakat hozva létre. A Liptószentmiklósi járásba ismét beolvasztották a Liptóújvári járást, és a Rózsahegyi járás területét is hozzá csatolták, így az magába foglalta az egykori Liptó vármegye szinte egészét. A kerületek 1990-ben ismét megszűntek és csak a (nagy)járások maradtak Csehszlovákiában.
1996-ban a már független Szlovákia közigazgatási felosztását ismét jelentősen átalakították. A járások száma 38-ról 79-re nőtt és ezeket nyolc kerületbe osztották be, a Liptószentmiklósi járás ismét a Zsolnai kerület része lett, mint 1949 és 1960 között.

## Népessége
| Év:            | 1994.  | 2004.   | 2014.   | 2024.   |
| -------------- | ------ | ------- | ------- | ------- |
| Emberek száma: | 74 566 | 73 549  | 72 513  | 71 186  |
| Eltérés:       |        | -1,36 % | -1,40 % | -1,83 % |

| Év:            | 2023.  | 2024.   |
| -------------- | ------ | ------- |
| Emberek száma: | 71 405 | 71 186  |
| Eltérés:       |        | -0,30 % |

## A Liptószentmiklósi járás települései
- Behárfalu (Liptovské Beharovce)
- Benedekfalu (Beňadiková)
- Bobrovnik (Bobrovník)
- Bukovina
- Deménvölgy (Demänovská Dolina)
- Dubrava (Dúbrava)
- Gálfalu (Galovany)
- Guotfalu (Gôtovany)
- Hárommalatin (Malatíny)
- Hutti (Huty)
- Hibbe (Hybe)
- Izsépfalu (Ižipovce)
- Jakabfalu (Jakubovany)
- Jalóc (Jalovec)
- Jamnik (Jamník)
- Kelecsén (Liptovské Kľačany)
- Királyboca (Vyšná Boca)
- Királylehota (Kráľova Lehota)
- Kisbobróc (Bobrovček)
- Kisborove (Malé Borové)
- Kisporuba (Liptovská Porúbka)
- Kokava (Liptovská Kokava)
- Konszka (Konská)
- Kvacsan (Kvačany)
- Laziszkó (Lazisko)
- Liptószentmiklós (Liptovský Mikuláš)
- Liptóújvár (Liptovský Hrádok)
- Lubella (Ľubeľa)
- Magyarfalu (Uhorská Ves)
- Maluzsina (Malužiná)
- Mattyasóc (Liptovské Matiašovce)
- Nádasd (Szlovákia) (Trstené)
- Nagybobróc (Bobrovec)
- Nagyborove (Veľké Borové)
- Nagyolaszi (Vlachy)
- Németlipcse (Partizánska Ľupča)
- Németporuba (Závažná Poruba)
- Paucsinalehota (Pavčina Lehota)
- Pálfalu (Pavlova Ves)
- Pottornya (Podtureň)
- Pribilina (Pribylina)
- Prószék (Prosiek)
- Szélporuba (Veterná Poruba)
- Szentandrás (Liptovský Ondrej)
- Szentanna (Liptovská Anna)
- Szentiván (Liptovský Ján)
- Szentivánboca (Nižná Boca)
- Szentkereszt (Svätý Kríž)
- Szentpéter (Liptovský Peter)
- Szielnic (Liptovská Sielnica)
- Szmrecsán (Smrečany)
- Tarnóc (Liptovský Trnovec)
- Vavrisó (Vavrišovo)
- Vázsec (Važec)
- Vichodna (Východná)
- Zsár (Žiar)